# Galeazzo Maria Sforza

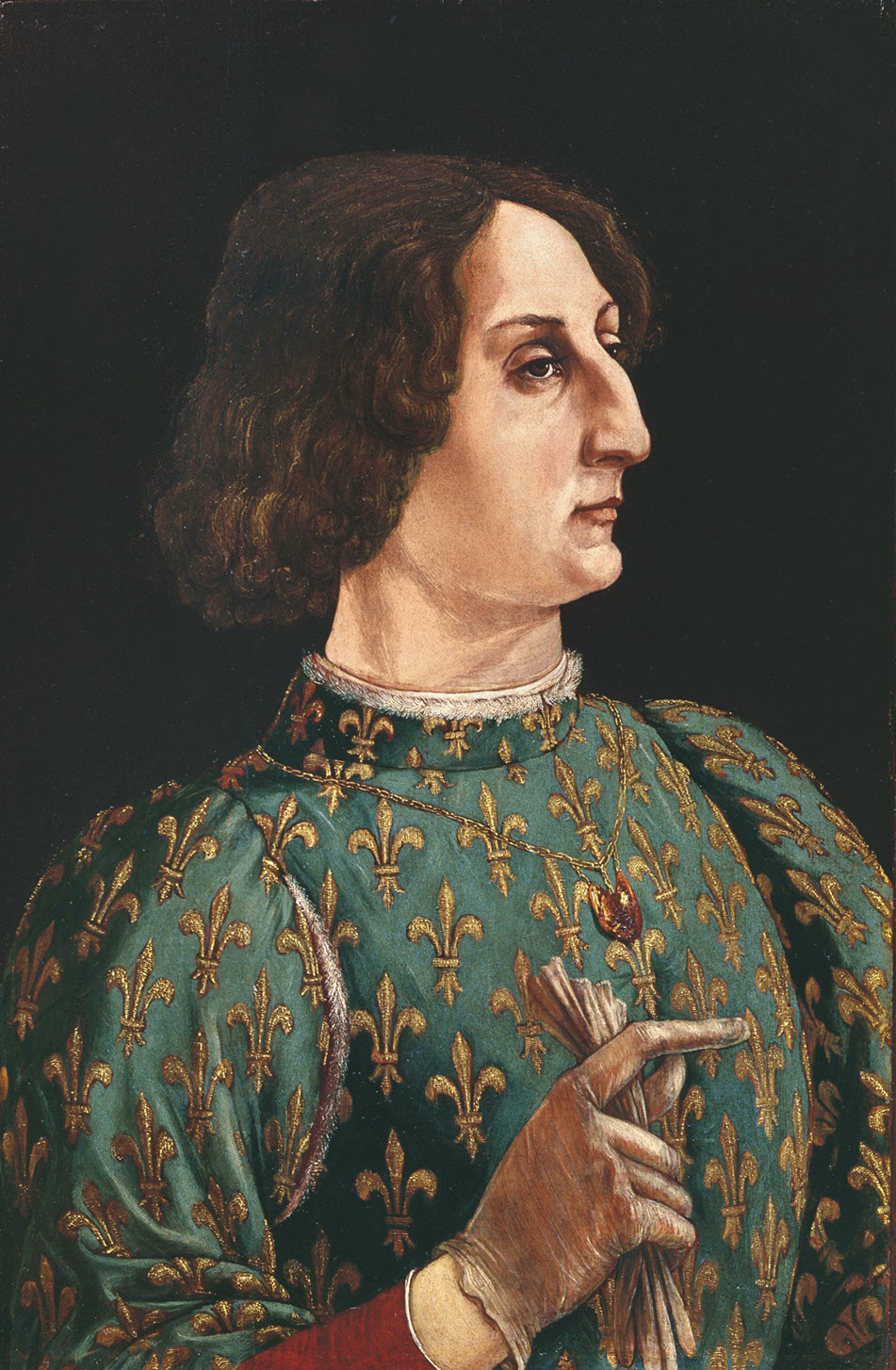
Piero del Pollaiuolo, Porträt des Galeazzo Maria Sforza, 1471, Uffizien

Galeazzo Maria Sforza (* 24. Januar 1444 in Fermo; † 26. Dezember 1476 in Mailand) war Herzog von Mailand. Er gehörte zur Familie Sforza und war der Sohn von Francesco I. Sforza und Bianca Maria Visconti.

## Leben
Galeazzo Maria hatte auf Wunsch seines Vaters eine klassische (“humanistische”) Ausbildung genossen, die ihm Kenntnisse in Geschichte, Geographie, Politik, Musik und Tanz sowie in klassischen Sprachen vermittelte. Bereits in jungen Jahren wurde er von seinem Vater als Botschafter eingesetzt, u. a. nach Florenz, wo er Cosimo de Medici traf, einen Verbündeten der Sforza. Danach begann sein Vater, ihn mit den Regierungsgeschäften vertraut zu machen. 1465 wurde er mit einem Aufgebot nach Frankreich entsandt, um dort König Ludwig XI. gegen aufständische Adlige um Karl den Kühnen zu unterstützen. Hintergedanke war ein verbessertes Einvernehmen mit dem mächtigen Land jenseits der Alpen. Am 6. März 1466 starb Francesco Sforza unerwartet nach einer plötzlich aufgetretenen Krankheit. Von seiner Mutter dringend zurückberufen, übergab Galeazzo Maria das Kommando seiner Truppen an einen Stellvertreter und durchquerte verkleidet den Machtbereich des verfeindeten Herzogs von Savoyen Amadeus IX. Dabei wurde er erkannt und musste Zuflucht in einer Abtei nehmen, wo er sich mit seinem Gefolge verschanzte. Auf Vermittlung seiner Mutter, die dabei auch die Allianz mit Frankreich ins Spiel brachte, um Druck auf Savoyen auszuüben, erhielt er jedoch freies Geleit und zog am 20. März in Mailand ein, wo er die Regierung übernahm. Mit Ausnahme des traditionell verfeindeten Venedigs entsendeten alle italienischen Staaten Kondolenznachrichten zur Beerdigung des verstorbenen Herzogs Francesco.
Außenpolitisch war Mailand nicht nur mit Frankreich befreundet, sondern seit 1450 auch eng mit Florenz verbunden. Diese zwischen Francesco Sforza und Cosimo de Medici geschlossene Allianz war für beide Seiten von grundlegender Bedeutung; das militärisch starke Mailand stützte wiederholt die Medici, umgekehrt finanzierte die Bank der Medici den Wiederaufbau des Herzogtums Mailand nach den vergangenen Kriegen. Zudem war die Republik Genua Teil des Bündnisses. Dagegen standen die Republik Venedig, Savoyen, die Markgrafschaft Montferrat und der König von Neapel, Alfons V. von Aragón. Venedig und Savoyen versuchten nun nach dem überraschenden Tod Francesco Sforzas aus der neuen Lage Kapital zu schlagen und die bestehenden Allianzen auszuhebeln. Im Krieg von 1467 verteidigte der junge Galeazzo Maria sich erfolgreich gegen seine feindlichen Nachbarn. In der Schlacht von Riccardina am 25. Juli 1467 trafen florentinische, mailändische und verbündete Truppen auf von Venedig finanzierte Truppen. Auf der anderen Seite zwang Galeazzo Maria den Philipp II von Savoyen zur Kapitulation. Ein vom Papst vermittelter Friede beendete den Krieg.
Innenpolitisch förderte Galeazzo Maria die Handwerksbetriebe der Lombardei, die er mit diversen Maßnahmen vor ausländischer Konkurrenz schützte. Dazu leitete er 1470 den Reisanbau ein. 1474 begann er eine Währungsreform und führte mit dem Testone eine Silbermünze ein, der sich rasch in vielen Staaten Italiens verbreitete.
Nach dem Tod seiner ersten Frau heiratete Galeazzo Maria auf Druck des französischen Verbündeten Bona von Savoyen, um ein Einverständnis zwischen Frankreich, Savoyen und Mailand herzustellen. Darüber überwarf er sich mit seiner Mutter, die gegen die Hochzeit war. Gleichzeitig willensstark und entscheidungsfreudig, zeigte er sehr schnell Züge von Grausamkeit und Sadismus. So verurteilte er einen Geistlichen zum Hungertod, weil dieser ihm eine nur kurze Regierungszeit vorhergesagt hatte. Dazu war er auch für seinen wollüstigen Charakter bekannt: Er kaufte Frauen und Mädchen, die er danach an seine Höflinge weitergab. Einem Mann ließ er aus krankhafter Eifersucht die Hände abhacken. Er umgab sich mit Geliebten, von denen die Adlige Lucia Marliani aufgrund ihres Einflusses herausragte.
Galeazzo Maria war als Patron von Kunst und Musik bekannt. Durch sein Engagement wurde sein Hoforchester eines der bekanntesten und historisch wichtigsten in Europa. Komponisten aus dem Norden, vor allem aus Flandern und den Niederlanden kamen an seinen Hof; darunter Alexander Agricola, Johannes Martini, Loyset Compère, Gaspar van Weerbeke, vor allem aber Josquin des Prez, der später als der berühmteste Komponist der Zeit in Europa galt. Das Castello Sforzesco ließ er aufwendig verschönern und ließ von Bonifacio Bembo und Vincenzo Foppa einige Säle des Castello Visconteo in Pavia mit Fresken bemalen.
Galeazzo Maria wurde am 26. Dezember 1476, kurz nach seiner Rückkehr von einer Strafaktion gegen den Herzog von Burgund, in der Basilica di Santo Stefano Maggiore von drei Adligen (Carlo Visconti, Giovanni Andrea Lampugnani und Gerolamo Olgiati) ermordet. Angestiftet wurden sie dabei auch von Cola Montano, der von Galeazzo öffentlich ausgepeitscht worden war. Bisher gingen die Historiker davon aus, dass es sich bei dem Mordkomplott um einen Umsturzversuch handelte, der jedoch scheiterte. Gregory Lubkin erkennt vorwiegend Loyalitätsverluste, stellt neben politische Gründe jedoch das allgemeine Sozialverhalten, beispielsweise Promiskuität. Lauro Martines sieht jeweils unterschiedliche Hauptmotive bei den drei Mördern; Visconti habe sich aus Gründen der Familienehre gegen den Herzog gewendet, da dieser seine Schwester entehrt hatte. Olgiati habe aus idealistischen Motiven und aus nostalgischer Erinnerung an die Ambrosianische Republik gehandelt. Lampugnani dagegen habe sich aus Rache am Mord beteiligt, nachdem seine Familie mit dem Bischof von Como in einem Streit um Pachtland geraten und vom Herzog übervorteilt worden war.

## Familie

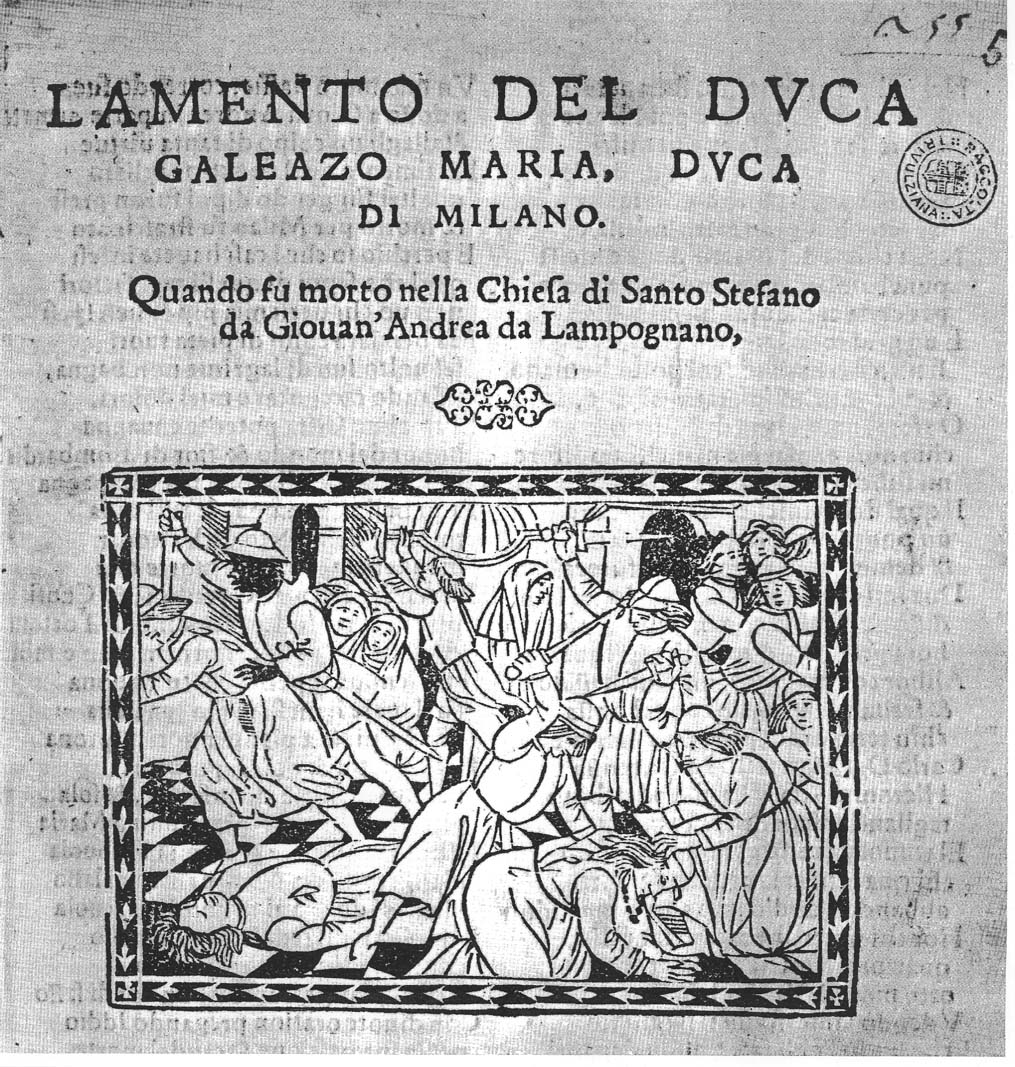
Eine Darstellung der Ermordung von Galeazzo Maria Sforza

Galeazzo Maria heiratete 1466 in erster Ehe Dorotea Gonzaga, Tochter des Ludovico III. Gonzaga, Markgraf von Mantua, die aber bereits nach zwei Jahren (1468) kinderlos starb. Noch in ihrem Todesjahr, am 6. Juli 1468, heiratete er Bona von Savoyen (1449–1503), eine Tochter des Herzogs Ludwig. Sie ist die Mutter seiner Kinder:
- Gian Galeazzo Sforza (1469–1494), Herzog von Mailand 1476
- Ermes Sforza (*/† 1470)
- Bianca Maria Sforza (1472–1510) ⚭ 1494 Kaiser Maximilian I. (1459–1519)
- Anna Sforza (* 1473, † 30. November 1497) ⚭ 12. Januar 1491 Alfonso I. d’Este (1476–1534)

Mit seiner Geliebten Lucrezia Landriano hatte er zumindest eine uneheliche Tochter:
- Caterina Sforza (* 1463, † 28. Mai 1509) ⚭ (I) 1477 Girolamo Riario, Herr von Imola (1443–1488); (II) Giacomo Feo († 1495); (III) 1497 Giovanni de’ Medici (1467–1498)